# 2016年土耳其整肃
2016年土耳其整肃（2016–present purges in Turkey）是2016年土耳其政變失敗後，土耳其正義與發展黨政府針對軍方、警察、司法界、各政府部門和機關、教育及學術界、新聞界、宗教團體及其它界別發動的大規模肅清。土耳其政府指稱那些被清洗的人與或可能與被指是政變幕後黑手、居於美國的伊斯蘭教士法图拉·葛兰有關連。大量土耳其人被當局調查是否與政變有關連。至2016年8月初，已有近7萬人因為被懷疑與「葛蘭運動」有關連，而被當局暫停職務或開除，約18,000人最終被拘留或逮捕。

## 清洗行動

### 軍方
政府在政变失败後开始起诉政变者，初時有2,839名军人遭到逮捕。隨着拘捕行動擴大，至2016年7月下旬，已有超過9,000名軍人被拘留。土耳其官員於7月23日表示已釋放1,200名軍人，全是低軍階的軍人。
至7月18日，已有103名將領被拘留。
有超過2,500名成員的總統衛隊有近300名成員在政變後被捕。土耳其總理耶爾德勒姆於7月23日表示將會解散總統衛隊。

### 警察和司法界
近8,000名警察被停職。
土耳其法官及檢察官最高委員會召開緊急會議，解除數名委員會成員職務，又解除2,745名法官的職務。當局又向近200名行政法院和上訴法院司法人員發出拘捕令，最高行政法院10名成員已被當局扣留。

### 地方首長
30名省長被解職。

### 教育及學術界
土耳其教育部於7月19日宣佈開除15,200名員工，理由是他們涉嫌與政變分子有關連。當局又要求全國所有高等教育院校的1,500多名院長全部辭職，實質上等同開除。同日教育部宣佈吊銷21,000名私營教育機構教師的教師執照，官員表示有情報顯示那些教師大多與恐怖分子活動有關連。
7月20日，國營媒體報道當局正在採取行動，關閉626所私營學校和其它教育機構。那些學校被指與法图拉·葛兰有關連。土耳其高等教育委員會禁止學者到國外出差，並要求身處國外的土耳其學者與留學生們儘快返回土耳其。
很多教育單位被深入調查，至2016年7月下旬，最少1,043所私立學校、15所大學已被當局下令關閉。

### 新聞界
至2016年7月27日，土耳其政府已命令45份報章、23間電台、16個電視頻道和3間新聞通訊社停止運作。土耳其最大的報章《時代報》有近50名編輯部前員工被當局發出拘捕令。早些時候，當局向42名新聞工作者發出拘捕令，其中有16人已經被拘押。

### 其它
近11,000名被懷疑與政變有關連的土耳其人被政府宣佈吊銷他們的護照。
土耳其航空公司於7月25日宣佈開除211人。
至2016年7月下旬，最少1,229個慈善組織和基金會、19個工會和35家醫療機構已被當局下令關閉。
2016年8月初的報道指土耳其足球總會已開除105名足球裁判等人員。
2017年10月18日，土耳其慈善家奥斯曼·卡瓦拉在伊斯坦堡阿塔圖克機場被捕；10月25日，土耳其亲埃尔多安的媒体《每日晨报》指控他是“背景可疑的商业大亨”、“与居伦运动有联系”。

## 侵犯人權的指控
2016年7月下旬，國際特赦組織表示許多被扣留人士遭到不人道的待遇，包括被虐打和沒有足夠的水和食物，有高級軍官被警察用警棍和手指進行性侵犯。土耳其司法部長否認指控。

## 反應與評論
一些觀察家把2016年土耳其軍事政變與1933年德國国会纵火案相提並論，認為兩者都被當權者利用作為清除政治上反對者的藉口。雖然埃爾多安宣稱政府採取的行動鞏固了民主，拉爾夫·彼得斯認為埃爾多安版的民主還不如普京，埃爾多安從總統走向“苏丹”兼“哈里发”之路只是時間問題。
美国国务院於2016年7月下旬表示，土耳其當局對新聞媒體採取的一些行動代表着一種「令人不安的勢頭」。
2021年10月，美国、德国、加拿大、丹麦、芬兰、法国、荷兰、新西兰、挪威和瑞典10国的驻土耳其大使一齐向土耳其政府施压，要求释放奥斯曼·卡瓦拉，随后埃尔多安宣布将上述10国大使列为“不受歡迎人物”。